# Шаптач у тами
Шаптач у тами (енгл. The Whisperer in Darkness) је новела америчког писца Хауарда Филипса Лавкрафта. Написана је 1930, а први пут је објављена у августу 1931. године у часопису Weird Tales. Слично „Боји изван овог свемира” (1927), ова прича је мешавина хорора и научне фантастике. Иако има бројне референце на Ктулу митове, прича није централни део њих, већ одражава помак у Лавкрафтовом писању до овог тренутка ка научној фантастици. Прича такође представља Ми-Го, ванземаљску расу гљивичних створења.

## Радња
Причу приповеда Алберт Н. Вилмарт, професор књижевности на Универзитету Мискатоник у Аркаму, Масачусетс. Када локалне новине почну да извештавају о чудним стварима виђеним како плутају у рекама током велике поплаве у Вермонту, Вилмарт бива увучен у контроверзу у вези са стварношћу и значајем ових појава. Он је на страни скептика, окривљујући старе легенде о чудовиштима која живе у ненасељеним брдима која отимају људе који се упуштају превише близу њиховој територији.
Вилмарт прима писмо од Хенрија Вентворта Ејклија, човека који живи у изолованој сеоској кући у близини Тауншенда у Вермонту, који тврди да има доказ који ће уверити Вилмарта да престане да доводи у питање постојање створења. Размењују два писма која укључују извештај о ванземаљској раси која пева са људским агентима у обожавању неколико бића, укључујући Ктулуа и Ниарлатотепа, од којих ће потоњи „навући изглед људи, маску од воска и одору која га крије”.
Агенти пресрећу Ејклијеве поруке и сваке ноћи узнемиравају његову сеоску кућу. Они размењују ватру и многи Ејклијеви пси чувари су убијени, као и неколико агената. Касније, Ејкли извештава да је убио припаднике ванземаљске расе, описујући како крваре болесну зеленкасту течност. Иако се Ејкли све више изражава у писмима, нагло је променио мишљење. Пише да се сусрео са бићима и сазнао да су мирољубиви. Штавише, научили су га чудесима какве није могао ни да замисли. Он позива Вилмарта да га посети и да са собом понесе писма и фотографске доказе које му је послао. Вилмарт невољно пристаје.
Вилмарт проналази Ејклија у јадном физичком стању, непокретног у столици у мраку. Ејкли говори Вилмарту о бићима и чудима која су му открила. Он такође каже да бића могу хируршки извући људски мозак и ставити га у канистер у којем може да живи неограничено, као и да издржи сурове услове свемирског путовања. Ејкли говори да је пристао да крене на такво путовање и показује на цилиндар који носи његово име. Вилмарт такође ослушкује мозак у цилиндру док говори, путем прикључених уређаја, о позитивним аспектима путовања и зашто би Вилмарт требало да му се придружи у путовању до Југота, ванземаљске испоставе на Плутону. Током овог разговора, Вилмарт има нејасан осећај нелагодности, посебно због Ејклијевог необичног начина зујавог шапутања.
Током ноћи, неиспавани Вилмарт чује узнемирујући разговор са неколико гласова, од којих су неки изразито бизарни. Када све утихне, он се шуња доле да истражи. Открива да Ејкли више није присутан, али је огртач који је носио одбачен у столицу. Када боље погледа, он долази до ужасавајућег открића код огртача због кога бежи са фарме, крадући Ејклијев ауто. Када полиција истражи следећег дана, не налази ништа осим куће изрешетане метковима. Ејкли је нестао заједно са свим физичким доказима о ванземаљском присуству.
Како се прича завршава, Вилмарт обелодањује откриће због којег је побегао у страху: Ејклијево одбачено лице и руке. Њих је нешто нељудско искористило да се маскира у овог човека. Сада са сигурношћу верује да је цилиндар у тој мрачној соби са тим шапутавим створењем садржао мозак Хенрија Вентворта Ејклија.

## Ликови

### Алберт Вилмарт
Приповедач приче, Алберт Н. Вилмарт, описан је као фолклориста и доцент енглеског језика на Универзитету Мискатоник. Он истражује чудне догађаје који су уследили након историјских поплава у Вермонту 1927. године.
Вилмарт се помиње и у Лавкрафтовом делу У планинама лудила, где приповедач примећује да би волео да није „толико разговарао са оним непријатно ученим фолклористом Вилмартом на универзитету”. На другом месту, прича помиње „дивље приче о космичким брдским туђинским створењима које је испричао колега фолклориста у Мискатониковом одељењу за енглески језик”.
Вилмарт је главни лик у приповеци Фрица Лајбера „До Аркама и звезда”, написаној и вероватно смештеној у 1966, када је сада седамдесетогодишњи професор председавајући Мискатониковог одсека за књижевност. Лајбер га описује као „витког [и] сребрне косе”, са „подругљивим сардоничним призвуком који је навео да га неки називају 'непријатним', а не једноставно 'веома' ерудитним”. Он признаје да је одржавао „поприлично ближи контакт са Плутонцима или Југотијанцима него што је можда чак и стари Дајер нагађао”. Вилмарт примећује у причи: „Након што проведете свој одрасли живот у Мискатонику, откривате да сте развили прилично другачије разумевање разлике између имагинарног и стварног од марве.”
У роману The Burrowers Beneath Брајана Ламлија и његовим наставцима, Фондација Вилмарт је организација са седиштем у Аркаму посвећена борби против онога што Ламли назива божанствима Ктулу циклуса.
Роберт М. Прајс описује Вилмарта као „узорног Лавкрафтовог протагонисту... Вилмарт почиње блажено као незналица и прекасно сазнаје страшну истину, и то тек после дуге борбе са својим почетним рационалистичким скептицизмом”.
Роман Уклета брда Лоренса Кинга из 2018. претпоставља да се Вилмарт вратио на Ејклијеву фарму и да га је заменио Ми-Го „шаптач”. У свом лику др Вилмарта, Ми-Го се враћа на Универзитет Мискатоник чекајући испуњење своје сврхе на Земљи.

### Хенри Ејкли
Хенри Вентворт Ејкли је фолклориста из Вермонта и дописник Алберта Вилмарта. Ејкли је постао истакнути академик, вероватно у проучавању фолклора. Његова жена је умрла 1901. након што је родила његовог јединог наследника, Џорџа Гудинафа Ејклија. Када је отишао у пензију, Ејкли се вратио у дом својих предака, двоспратну сеоску кућу у брдима Вермонта у близини обронака Тамне планине. У септембру 1928. посетио га је професор Вилмарт, који је истраживао бизарне легенде овог краја. Убрзо након тога, Ејкли је мистериозно нестао из свог дома на врху планине − иако је Вилмарт веровао да је постао жртва махинација злокобних Гљива са Југота. С. Т. Џоши је сугерисао да је могуће створење које се маскирало у Ејклија заправо Ниарлатотеп, због цитата из онога што Ми-Го пева на фонографској плочи: „Ниарлатотепу, моћном гласнику, све се мора рећи. И он ће навући привид људи, воштану маску и одору која ће га сакрити, и сићи ће из света седам сунаца да се руга...” Он пише да се „ово чини као јасна алузија на Ниарлатотепа прерушеног Ејклијевим лицем и рукама, али ако јесте, то значи да је у овом тренутку Ниарлатотеп, у телесном облику, један од гљива — посебно ако је, као што се чини вероватним, Ниарлатотеп један од два гласа која Вилмар чује на крају.” Џоши напомиње да је ово проблематично, јер „ако је Ниарлатотеп (како су га критичари назвали) 'мењач облика', зашто би морао да обуче Ејклијево лице и руке уместо да се само преобликује у Ејклија?”
У свом наставку Шаптача у тами, „Документи у случају Елизабет Ејкли” (1982), Ричард А. Лупоф истражује идеју да Ејкли није постао плен Ми-Го као што се сугерише у књизи, већ уместо тога им се добровољно придружио. Лупоф такође предлаже да је Ејкли био ванбрачни син Абеднега Ејклија, свештеника вермонтске секте цркве Стари Висдом, и Саре Филипс, Абеднегове слушкиње.

### Џорџ Гудинаф Ејкли
Помиње се у причи као син Хенрија Вентворта Ејклија. Џорџ се преселио у Сан Дијего, након што је његов отац отишао у пензију.
У причи „Ужас из дубина” Фрица Лајбера из 1976. помиње се да је Ејклија консултовао професор Алберт Вилмарт у његовом дому у Сан Дијегу 1937. године.
„Документи у случају Елизабет Ејкли” описује Ејклија, инспирисаног јеванђелисткињом Ејми Мекферсон, који је покренуо секту под називом Братство Духовне светлости и служио као њен вођа, озарени отац. Након његове смрти, улогу је преузела његова унука Елизабет Ејкли.
Године 1928, Лавкрафт је путовао кроз рурални Вермонт са човеком по имену Артур Гудинаф. Током свог излета, упознао је локалног фармера са именом које упадљиво подсећа на несрећног лика из Лавкрафтове приче: Берта Г. Еклија.

### Нојес
Углавном непознат човек који је у савезу са Ми-Го, или Спољнима, и повезан је и са нестанком локалног фармера, човека по имену Браун, и са обезбеђењем Ми-Го логора. Помогао је Вилмарту по његовом доласку у Братлборо и одвео га у Ејклијев дом. Након тога, Нојес се види и чује како спава на софи током Вилмартовог бекства.
У роману Уклета брда Лоренса Кинга, Нојес се враћа и као помоћник и као препрека злокобној завери Ми-Го „шаптача”.

## Инспирација
У Шаптачу у тами, приповедач Алберт Вилмарт у почетку одбацује оне који верују да нељудска створења насељавају брда Вермонта као „само романтичаре који су упорно покушавали да у стварни живот унесу сањалачки сјај света неухватљивог 'малог народа' које су прославила сјајна дела страве и ужаса Артура Макена.” Ова реченица, тврди проучавалац Лавкрафта Роберт М. Прајс, представља признање дуга који Лавкрафтова прича дугује Макеновом Роману о црном печату (1895). Он пише:
Отишао бих толико далеко да бих у суштини направио преправку, нову верзију Макена. У оба случаја имамо професора, антиквара, који прати своја занимања за оно што би већина одбацила као сујеверје на опасној експедицији у чудну област злокобних брда под куполом. Мами га чудно изрезбарени црни камен који изгледа као опстанак старије предљудске расе сада скривене у тим мистериозним брдима... Лавкрафт дели улогу Макеновог професора Грега између професора Вилмарта и научника самотњака Ејклија... То је Ејкли, а не професор, који на крају нестаје у канџама старије расе. Вилмарт остаје да исприча причу, као Макенова госпођица Лали.
Прајс истиче паралелне пасусе у две приче: Где Макен пита: „Шта ако је опскурна и ужасна раса у брдима ипак преживела...?” Лавкрафт наговештава „скривену расу монструозних бића која се крила негде међу удаљенијим брдима”. Тамо где Макен помиње „чудне облике који се брзо скупљају усред трске, поред воде у реци”, Лавкрафт говори о „извесним чудним причама о стварима које су пронађене како плутају у неким од набујалих река”. Прајс сугерише да је Макенова референца на извештаје о људима „који су на чудан начин нестали са земље” подстакла Лавкрафта да замисли људе који су буквално одведени са Земље.
Као што су приметили критичари као што су Прајс и Лин Картер, Шаптач у тами се такође позива на имена и концепте из Краља у жутом Роберта В. Чејмберса, од којих су неки раније позајмљени од Емброуза Бирса. У једном писму Кларку Ештону Смиту, Лавкрафт је написао да „Чејмберс мора да је био импресиониран 'Житељом Каркозе' и 'Пастиром Хаитом', који су први пут објављени током његове младости. Али он чак побољшава Бирса у стварању дрхтаве позадине ужаса — нејасног, узнемирујућег сећања због којег се нерадо превише снажно користи способност сећања.”
Поплаве у Вермонту које је Вилмарт помињао на почетку приче, које су покренуле његово интересовање за случај, биле су права природна катастрофа која је погодила ову државу 1927. године.
Идеја о одржавању људског мозга живим у тегли (са механичким прикључцима који омогућавају вид, слух и говор) како би се омогућило путовање у областима које су негостољубиве за тело можда је инспирисана књигом Свет, месо и ђаво Џ. Д. Бернала, који описује и сугерише изводљивост сличног уређаја. Књига је објављена 1929. године, само годину дана пре него што је Лавкрафт написао своју причу.

## Значај
Поред тога што је прави пример Лавкрафтове карактеристичне нео-окултне врсте хорора, у доба када се овај жанр скоро у потпуности састојао од духова, вампира, гоблина и сличних традиционалних прича, Шаптач у тами је једно од најранијих књижевних појава сада већ клишеираног концепта изоловања мозга (иако случај ванземаљског мозга није транспарентан као код каснијих филмских примера овог тропа).
Прича задржава неке наизглед натприродне елементе, као што је тврдња да се ванземаљске гљиве, иако су видљиве голим оком и физички опипљиве, не региструју на фотографским плочама и уместо тога стварају снимак у којој нема створења (што је немогуће за било који познати закон оптике, иако је ово особина која се обично приписује вампирима), иако се у причи помиње да је то могуће због гљивичне и ванземаљске структуре створења која функционише другачије од било којег познатог физичког организма. Наводи се да електрони ових гљивичних ванземаљаца поседују другачију фреквенцију вибрација која би захтевала развој нове технике од стране хемичара да би се снимила њихова слика.

## Пријем
У писму часопису Weird Tales из јануара 1932. Доналд Вандреј је похвалио Шаптача у тами, као и „Семе смрти” Дејвида Х. Келера и приче Кларка Ештона Смита. Роберт Вајнберг је тврдио да је крај приче „предвидљив”. Међутим, Вајнберг је такође похвалио „детаљну израду” Шаптача у тами, тврдећи да је створио „сјајно расположење коме није требало изненађење да би га учинило класиком фантастичног хорора”.

## Повезана дела
Следећи одломак из Шаптача у тами наводи имена разних бића и места која се јављају у делима Лавкрафта и других писаца:
Нашао сам се суочен са именима и изразима које сам чуо раније у најгрозоморнијим контекстима — Југот, Велики Ктулу, Тсатуга, Јог Сотот, Р'лијех, Ниарлатотеп, Азатот, Хастур, Јиан, Ленг, језеро Хали, Бетмура, Жути знак, Л'мур-Катулос, Бран и Магнум Иноминандум…
Међу мање познатим именима која се овде помињу су:
Бетмура
Бетмура је легендарни град у истоименој причи лорда Дансенија, омиљеног Лавкрафтовог аутора.
Бран
Бран је древно британско паганско божанство. Међутим, у овом контексту, Лавкрафт се позива на Брана Мака Морна, последњег краља Пикта у фикцији мачева и магије Роберта Е. Хауарда. Референца је омаж Хауарду, једном од његових дописника.
Л'мур-Катулос
Л'мур се може односити на Лемурију, легендарни потопљени континент у Ктулу митовима. Катулос је атлантски чаробњак, насловни лик приче „Лобањолики” Роберта Е. Хауарда. Један читалац је писао Хауарду питајући га да ли назив Катулос потиче од Ктулуа. Хауард је ово поменуо у једном писму Лавкрафту; Лавкрафту се допао појам и у свом одговору је рекао да би у будућности могао да уведе ово име у митове.
Магнум Иноминандум
Magnum Innominandum на латинском значи „велики кога не треба именовати”.
Јиан
Јиан се вероватно односи на Јиан-Хо. У приповеци „Кроз капије сребрног кључа” (1934), написаној у сарадњи између Лавкрафта и Е. Хофмана Прајса, Јиан-Хо је „ужасан и забрањен град” на висоравни Ленг. Јиан се такође може односити на измишљени град Јиан, у приповеци „Творац месеца” (1896) Роберта В. Чејмберса (једног од Лавкрафтових омиљених аутора).